# Minawara et Multultu
Dans la mythologie aborigène, Minawara et Multultu étaient les ancêtres des Nambutji. C'étaient des hommes-kangourou qui provenaient d'une pile de débris amenée par la Grande Inondation. Ils y firent un trou pour y dormir mais furent réprimandés par un homme rat qui leur conseilla de s'asseoir dans l'ombre des arbres. Ils s'exécutèrent puis continuèrent leur périple. Ils commencèrent à porter des plumes, puis leurs poumons et leur mucus furent éliminés, avant de se transformer en rochers.